# Шебеш-Кьорьош
Кришул-Репеде (Шебеш-Кьорьош) (на румънски: Crișul Repede; на унгарски: Sebes-Körös) е река в Румъния (окръзи Клуж и Бихор) и Унгария (области Хайду-Бихар и Бекеш), десен приток на Кьорьош (ляв приток на Тиса, ляв приток на Дунав). Дължина 209 km. Площ на водосборния басейн 9119 km².
Река Кришул-Репеде води началото си от извор-чешма на североизточния склон на планината Бихар (част от Западните Румънски планини – Апусени), на 672 m н.в., в западната част на окръг Клуж. По цялото си протежение тече в западна посока, като в горното си течение долината ѝ е тясна и дълбока, разположена между масивите Бихар и Педуря-Краюлуй на юг и масивите Месеш и Плопиш на север (всичките части от Западните Румънски планини – Апусени). При село Братка излиза от планините, долината ѝ значително се разширява и изплитнява, течението ѝ се успокоява и тече през крайната източна част на Среднодунавската низина. При румънското село Чересиг навлиза на унгарска територия под името Шебеш-Кьорьош. Влива се отдясно в река Кьорьош (ляв приток на Тиса, ляв приток на Дунав), на 82 m н.в., на 10 km източно от град Дьомаендрьод, окръг Бекеш.
На северозапад, север, североизток, изток и югоизток водосборният басейн на Шебеш-Кьорьош (Кришул-Репеде) граничи с водосборните басейни на реките Красна, Самош и други по-малки, леви притоци на Тиса), а на юг – с водосборните басейни на река Кришул Негру и други по-малки, десни притоци на Кьорьош. В тези си граници площта на водосборния басейн на реката възлиза на 9119 km² (33,12% от водосборния басейн на Кьорьош). Основен приток Беретьо (Баркеу, 167 km, десен).
В горното течение водите на реката се използват за промишлено и битово водоснабдяване, а в долното – за напояване. По цялото си протежение долината ѝ е гъсто заселена, като най-големите селища са градовете Орадя в Румъния, Комади и Кьорьошладан в Унгария.